# NGC 4522
NGC 4522 is een balkspiraalstelsel in het sterrenbeeld Maagd. Het hemelobject werd op 18 januari 1828 ontdekt door de Britse astronoom John Herschel.

## Synoniemen
- UGC 7711
- MCG 2-32-137
- ZWG 70.168
- VCC 1516
- IRAS12311+0926
- PGC 41729